# Aeroporto Internacional Panamá Pacífico
O Aeroporto Internacional Panamá Pacífico (código IATA: BLB, código OACI: MPPA) é um aeroporto e antiga base militar da Força Aérea dos Estados Unidos, localizado em Panamá. Encontra-se localizado na Área Económica Especial Panamá Pacífico, 15 minutos do centro da Cidade de Panamá, no município de Veracruz, no Distrito de Arraiján, a 30 minutos das praias do Pacífico e a 1 hora da Zona Livre na Cidade de Colón.
Conta com uma pista de pouso de 2.591 metros de longo por 46 metros de largo (Categoria 7), um área de estacionamiento para aeronaves de 178.360 metros quadrados, um centro de reparo e reconversão de estruturas de aviões MRO, áreas disponíveis para a instalação de escritórios, hangares, adegas, etc. Também possui um terminal de passageiros com sala para passageiros VIP, máquinas de bagagens, copa, sala para passageiros de voos chárter.
Desde o mês de agosto de 2013, a linha aérea colombiana Viva Colômbia opera voos directos para as cidades de Bogotá e Medellín e de igual forma opera Wingo, aérea do grupo Panamenho Copa, S.A. agregando destinos como Cali, Cartagena e San José.

## Aerolíneas e destinos
| Colômbia   |                                                |                       |
| Bogotá     | Aeroporto Internacional El Dorado              | Viva Colômbia / Wingo |
| Cáli       | Aeroporto Internacional Alfonso Bonilla Aragón | Wingo                 |
| Cartagena  | Aeroporto Internacional Rafael Núñez           | Wingo                 |
| Medellín   | Aeroporto Internacional José María Córdova     | Viva Colômbia / Wingo |
| Costa Rica |                                                |                       |
| San José   | Aeroporto Internacional Juan Santamaría        | Wingo                 |